# پورتا کولی

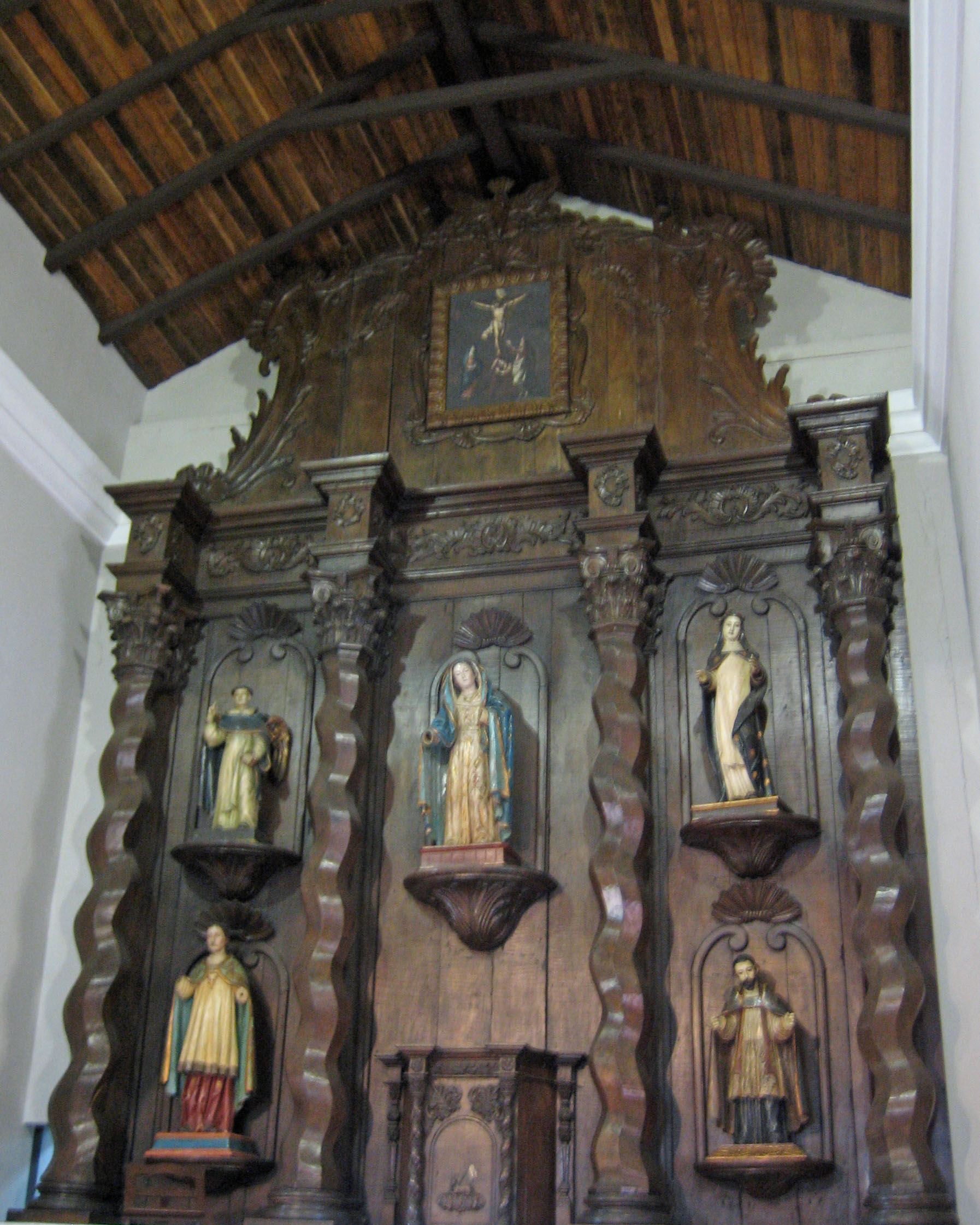
محراب کلیسای پورتا کولی، با مریم باکره در مرکز بالا

کلیسای صومعه پورتا کولی ("دروازه بهشت") یا El Convento de Santo Domingo de Porta Coeli در اسپانیایی، یکی از قدیمی‌ترین سازه‌های کلیسایی در نیمکره غربی است که در سن ژرمن، پورتوریکو واقع شده است.

## تاریخچه
در سال ۱۶۰۹، فرقه دومینیکن، صومعه پورتا کولی را روی یال تپه‌ای در منطقه تاریخی سن ژرمن کنونی ساخت. در طول قرن ۱۸، این صومعه بازسازی شد و یک کلیسا در کنار آن ساخته شد. کلیسای تک شبستانی از سنگ و با دیوارهای گچ‌بری‌شده و سقف چوبی ساخته شده بود.

## قبرستان
همچنین یک قبرستان پورتا کولی در پورتوریکو وجود دارد. در این قبرستان که در بایمون واقع شده است، آرامگاه لوئیس آگواد خورخه، بازیگر کوبایی است که در پورتوریکو با نام کوتوله هولسوم مشهور است.